# Torsebro västra
Torsebro västra är en bebyggelse väster om Torsebro i Kristianstads kommun i Skåne län, belägen cirka tio kilometer uppströms Helge å från Kristianstad. från 1990 till 2015 avgränsade SCB denna bebyggelse som gemensam med Torsebro och bildande en tätort.  2015 justerade SCB definitionen för tätorter något, varvid man fann att avstånden mellan de olika husområdena är för stort för att området skall kunna utgöra en gemensam tätort och delarna har för få boende för att i sig kunna utgöra tätorter Och denna del bildade då en separat småort. 2023 klassade SCB de två delarna återigen som en gemensam tätort och denna del avregistrerades.